# 海汐プロダクション
海汐プロダクション（うみしおプロダクション）は、宮崎県日向市に本社を置く日本の芸能プロダクションである 。

## 概要
2006年1月宮崎本社設立。2018年11月東京支社設立。
俳優、モデル、歌手、司会の育成マネージメントを行っている。

## 提携事務所
- INCENT GROUP[1]
- 株式会社アービング[1]

## 所属タレント

### ジュニア部門
- 山口太幹
- 平野央
- 永吉夏音

### 俳優・女優
- 稲井大地

### モデル
- あゆみ
- 川口豊和

## 過去の所属タレント
- 黒木千春
- 松葉瑠花